# Gustaf Lodin
Erik Gustaf Lodin, född 30 augusti 1919 i Falun, död där 21 januari 2009, var en svensk militär.

## Biografi
Lodin blev fänrik vid Dalregementet 1941. Han utbildades vid Krigshögskolan 1947–1949. Därefter tjänstgjorde han vid staber och förband inom Försvarsmakten. Åren 1966–1971 var han försvarsområdesbefälhavare för Bodens och Jokkmokks försvarsområden, tillika kommendant för Bodens fästning. År 1971 tillträdde han som kom han som överste och chef för Dalregementet. År 1973 befordrades han till överste av första graden och utnämndes även till försvarsområdesbefälhavare för Kopparbergs försvarsområde (Fo 53). Han stannade i dessa befattningar till sin pensionering 1979.
Lodin var son till kapten Carl Herman Lodin och hans hustru Signe Vilhelmina Norling. Lodins son, Per Lodin, blev även han officer. Gustaf Lodin är begravd på Norslunds kyrkogård i Falun.

## Utmärkelser
- Riddare av första klassen av Svärdsorden, 6 juni 1959.[5]
- Kommendör av Svärdsorden, 6 juni 1970.[6]
- Kommendör av första klassen av Svärdsorden, 6 juni 1974.[7]